# Ellen Franz

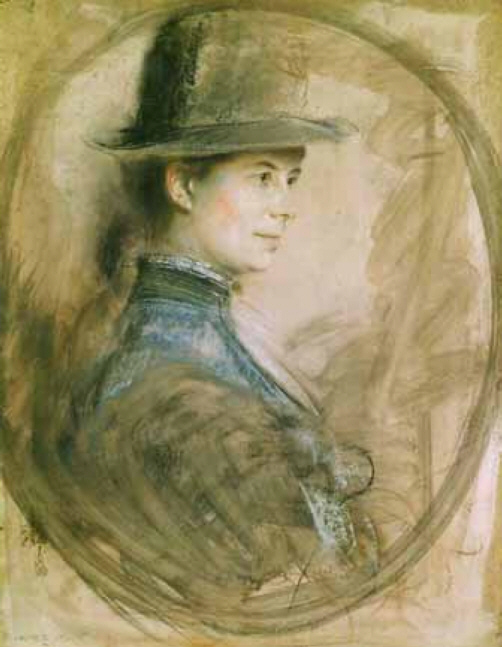
Ellen Franz

Ellen Franz (n. 30 mai 1839, Naumburg, Saxonia-Anhalt, Germania – d. 24 martie 1923, Meiningen, Saxa-Meiningen, Germania) a fost o pianistă și actriță germană, a treia soție a ducelui Georg al II-lea de Sachsen-Meiningen.

## Biografie
S-a născut la Berlin. Debutul ca actriță a avut loc în 1860 la Gotha, apoi a fost angajată în Stettin, Frankfurt pe Oder, Oldenburg și Mannheim. Potrivit scriitorului Friedrich Martin von Bodenstedt, Ellen Franz și-a făcut intrarea la Meiningen la Hoftheater în 1867.
La 18 martie 1873 ea a devenit cea de-a treia soție a lui Georg al II-lea, Duce de Saxa-Meiningen. Datorită originii ei burgheze, ducele o înnobilat-o cu puțin timp înainte de căsătoria lor, ca baroneasă von Heldburg, titlul cu care ea a fost de acum înainte cunoscută. În 1878 ea a fost prezentă la căsătoria fiului lui Georg, Bernhard al III-lea, cu Prințesa Charlotte a Prusiei, sora mai mică a împăratului german Wilhelm al II-lea. 
Această căsătorie morganatică l-a mâniat pe împăratului german Wilhelm al II-lea atât de mult, încât din cauza aversiunii sale față de Ellen a decis să nu viziteze Schloss Altenstein după reconstrucția efectuată de Georg al II-lea și completată în anul 1889.